# Menachem Begin
Menachem Volfovich Begin (Brest-Litovsk, 16 de agosto de 1913 — Telavive, 9 de março de 1992) foi um político israelense, fundador do Likud e o sexto primeiro-ministro de Israel, de 1977 a 1983.

## Biografia
Nascido na então Brest-Litovsk, no Império Russo, ingressou nos movimentos políticos quando tinha 16 anos, filiando-se ao movimento jovem sionista revisionista Betar. Estudou direito na Universidade de Varsóvia, onde aprendeu as habilidades de oratória e retórica que se tornaram sua marca registrada como político e vistas como demagogia por seus críticos. Durante seus estudos, ele organizou um grupo de autodefesa de estudantes judeus para combater o assédio dos antissemitas no campus. Se tornou discípulo de Zeev Jabotinsky, então o grande ideologo do movimento sionista revisionista Betar. Em 1937 se tornou o líder do Betar na Checoslováquia e na Polônia.
Após a Alemanha Nazi ter invadido a Polônia, Begin, rumou para os territórios ocupados pela União Soviética, onde foi preso acusado de ser um espião e "agente do imperialismo britânico". Foi enviado para os campos de trabalhos forçados soviéticos. Em julho de 1941, foi libertado pela União Soviética após o Acordo Sikorski-Mayski, e alistado no Exército Polonês Livre de Anders como cadete-oficial. Mais tarde, foi enviado com o exército para a Palestina através do Corredor Persa, onde chegou em maio de 1942.
Estabelecendo contatos com o grupo terrorista sionista Irgun, consegue do general polonês Michał Karaszewicz-Tokarzewskia concessão de uma "licença sem vencimento", que deu-lhe a permissão oficial para permanecer na Palestina. Em dezembro de 1942 deixou o Exército de Anders e se juntou ao Irgun. Tornou-se líder do Irgun em 1943. Proclamou uma revolta, em 1º de fevereiro de 1944, contra o Mandato Britânico da Palestina, fato que lhe opôs aos objetivos da Agência Judaica naquele momento. Como chefe do Irgun, ordenou os ataques aos britânicos na Palestina, e, posteriormente, contra a população civil árabe-palestina durante a Guerra civil no Mandato da Palestina em 1947-48, sendo descrito como o "líder de uma notória organização terrorista", principalmente após liderar o infame atentado do Hotel King David — na altura a central administrativa e militar dos britânicos na Palestina —, que resultou na morte de 91 pessoas (28 britânicos, 41 árabes, 17 judeus e 5 outros mortos) e ferimentos graves em outras 45 pessoas. No mesmo ano deste atentado, foram denunciados os métodos terroristas, de inspiração nazi e fascista, levados a cabo pelo Irgun, que liderava, numa carta aberta publicada pelo jornal The New York Times no dia 4 de dezembro e assinada por diversos intelectuais judeus, entre os quais Albert Einstein e Hannah Arendt.

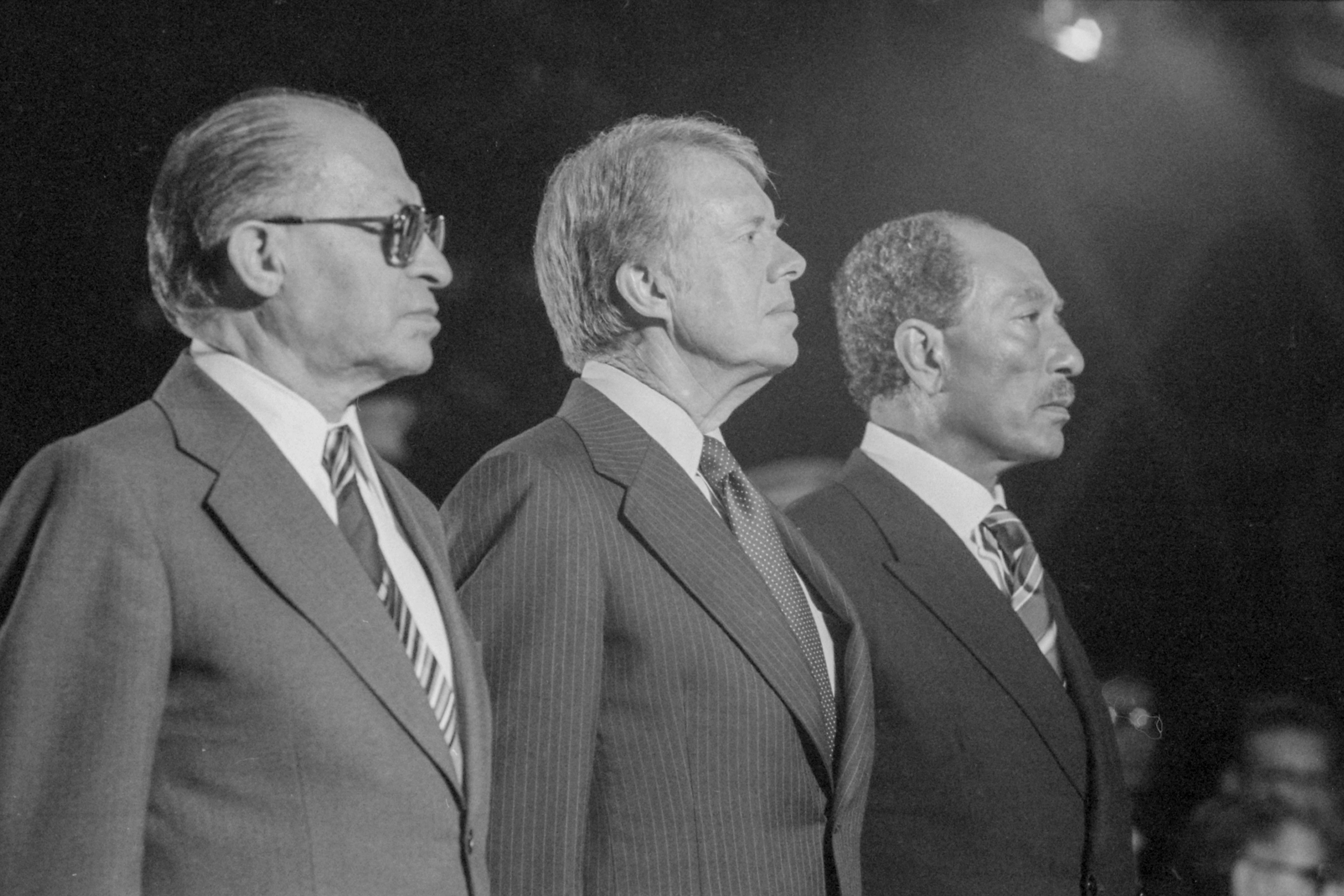
Menachem Begin, Jimmy Carter e Anwar Al Sadat em Camp David (1978).

Begin foi eleito para a primeira legislatura do Knesset, em 1949, como líder do partido sionista revisionista Liberdade (Herut), a organização que fundou, e esteve inicialmente na margem política e na oposição ao governo liderado pelo Partido dos Trabalhadores da Terra de Israel (Mapai) e ao establishment israelita. Permaneceu na oposição nas oito eleições consecutivas — excepto num governo de unidade nacional em torno da Guerra dos Seis Dias, quando tornou-se mais aceitável para o centro político. Sua vitória eleitoral e seu mandato como primeiro-ministro em 1977 encerraram três décadas de domínio político do Partido Trabalhista (sucessor do Mapai).
A conquista mais significativa de Begin como primeiro-ministro foi a negociação e assinatura dos Acordos de Camp David com o presidente do Egito Anwar Al Sadat, pelo qual ambos receberam o Prémio Nobel da Paz em 1978. Na sequência dos Acordos de Camp David, as Forças de Defesa de Israel (IDF) retiraram-se da Península do Sinai, que tinha sido capturada ao Egito na Guerra dos Seis Dias. A devolução da Península do Sinai significava também a demolição de todos os colonatos israelitas na área (incluindo a cidade de Yamit). Begin defrontou uma forte oposição a esta medida, o que levou à divisão dentro do seu próprio partido, Likud. Mais tarde, o governo de Begin promoveu a construção dos colonatos ilegais israelitas na Cisjordânia e na Faixa de Gaza.

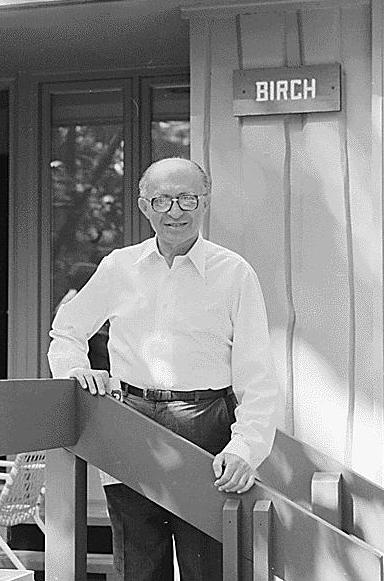
Menachem Begin em Camp David.

Na política externa, o governo Begin enviou várias centenas de conselheiros militares israelitas à Guatemala para treinar os soldados do ditador Efraín Ríos Montt que enfrenta uma insurreição camponesa. Begin autorizou o bombardeamento da central nuclear de Osirak no Iraque, um reactor vendido aos iraquianos pelos franceses, gerando uma crise diplomática sem precedentes com a França e as nações do Oriente Médio. Sua alegação ao ataque, de que os iraquianos planejavam construir armas de destruição em massa, nunca foi comprovada.
Em 1982, o governo de Begin decidiu a invasão israelense do sul do Líbano, argumentando a necessidade de acabar com o bombardeamento do norte de Israel por parte da Organização para a Libertação da Palestina. Isto iniciou a presença israelita na Guerra Civil Libanesa, que continuou por mais três anos (com uma presença menor que continuou até o ano de 2000). À medida que o envolvimento militar israelita no Líbano se aprofundava e o massacre de Sabra e Chatila, levado a cabo pelas milícias falangistas cristãs aliadas dos israelitas, chocava a opinião pública mundial, Begin ficou cada vez mais isolado. Enquanto as forças das IDF permaneciam atoladas no Líbano e a economia sofria de hiperinflação, a pressão pública sobre Begin aumentava.
Deprimido com a morte de sua esposa Aliza em novembro de 1982, ele se retirou gradualmente da vida pública, até sua renúncia em outubro de 1983. Após a aposentadoria oficial da política, Begin manteve alguma influência nos bastidores do partido Likud até o início de 1992.
Begin morreu de complicações de um ataque cardíaco em Telavive, 9 de março de 1992. Foi enterrado no Monte das Oliveiras.

## Vida pessoal
Foi enquanto lider do Betar que Begin conheceu sua futura esposa, Aliza Arnold, que era filha de um dos filiados da organização. O casal se casou em 29 de maio de 1939. Eles tiveram três filhos: Binyamin, Leah e Hassia.

## Livros
- The Revolt (ISBN 0-8402-1370-0)
- White nights: The story of a prisoner in Russia (ISBN 0-06-010289-6)